# Време за заљубљене
Време за заљубљене је четрнаести музички албум српског певача Шабана Шаулића. Објављен је 1988. године у издању музичке куће Југодиск. На албуму се налази десет песама. Као хитови издвојиле су се песме Авантура, Време за заљубљене и Гледају нас загрљене.

## Песме
| Бр. | Назив песме           | Трајање |
| --- | --------------------- | ------- |
| 1.  | Авантура              | 04:02   |
| 2.  | Време за заљубљене    | 02:59   |
| 3.  | Причувај се мала      | 03:25   |
| 4.  | Рођена си за мене     | 03:13   |
| 5.  | Драга моја            | 04:22   |
| 6.  | Процветала љубичица   | 02:47   |
| 7.  | Љубав је велика тајна | 03:40   |
| 8.  | Прође живот као сан   | 03:33   |
| 9.  | Болујем ти, душо      | 03:52   |
| 10. | Гледају нас загрљене  | 03:17   |

Информације
- Одговорни уредник: Живадин Јовановић
- Рецензент: Света Вуковић
- Продуцент: Драган Кнежевић, Милорад Николић
- Оркестар: Оркестар Мирка Кодића
- Пратећи вокали: Љуба Аличић, Снежана Ђуришић
- Фотографија: Зоран Кузмановић
- Снимљено у децембру 1988.